# 박슬라
박슬라는 대한민국의 영어 번역가이다. 연세대학교 영문학과를 나왔다. 경제서와 영미권 판타지 소설을 주로 번역했다. 역서로 제임스 S. A. 코리의 《칼리반의 전쟁》, 릭 얀시의 《몬스트러몰로지스트》와 그 시리즈, N. K. 제미신의 《다섯 번째 계절》, 사스키아 사센의 《축출 자본주의》 등이 있다.

## 저작
- 로버트 기요사키 작품(민음인)
  - 부자 아빠의 자녀 교육법
  - 부자 아빠의 투자 가이드

- 캐시 홉킨스 작품(오즈북스)
  - 루시와 뽕브라
  - 이지와 붐디붐디붐
  - 네스타와 핸드폰 귀신들
  - 티제이와 변신 전, 변신 후
  - 루시와 솔로 파티
  - 이지와 피어싱
  - 네스타와 줄리엣의 미소
  - 티제이와 사랑의 스캔들

- 리 차일드 작품(오픈하우스)
  - 사라진 내일
  - 61시간

- 애거사 크리스티 작품(황금가지)
  - 구름 속의 죽음
  - 그들은 바그다드로 갔다
  - 세 번째 여인
  - 패딩턴발 4시 50분
  - 3막의 비극

- 나쁜 사회(대니얼 리그니, 21세기북스)
- 다섯 번째 계절(N. K. 제미신, 황금가지)
- 디지털 평판이 부를 결정한다(데이비드 톰슨, 마이클 퍼틱, 중앙북스)
- 몬스트러몰로지스트 1~4(릭 얀시, 황금가지)
- 샤르부크 부인의 초상(제프리 포드, 샘터사)
- 순간의 힘(칩 히스, 댄 히스, 웅진지식하우스)
- 시그널스(에이미 웹, 사회평론)
- 아머(존 스티클리, 구픽)
- 아직도 협상이 어려운가(로렌스 서스킨드, 청림출판)
- 엿보기 톰의 집에 어서 오세요(벤 톰슨, 알에이치코리아)
- 위기는 왜 반복되는가(로버트 라이시, 안진환 공역, 김영사)
- 인비저블(데이비드 즈와이그, 민음인)
- 증폭의 시대(마리나 고비스, 안진환 공역, 민음사)
- 축출 자본주의(사스키아 사센, 글항아리)
- 칼리반의 전쟁(제임스 S. A. 코리, 아작)
- 크라우드소싱(제프 하우, 리더스북)
- 클러치(폴 설리번, 중앙북스)
- 하루 2시간 몰입의 힘(조시 데이비스, 청림출판)
- 한니발 라이징(토머스 해리스, 창해)
- 행복을 선택한 사람들(숀 아처, 청림출판)
- 흔들리지 않는 돈의 법칙(토니 로빈스, 정철진 감수, 알에이치코리아)